# 8204 Takabatake
A 8204 Takabatake (ideiglenes jelöléssel 1994 GC1) a Naprendszer kisbolygóövében található aszteroida. Endate Kin és Vatanabe Kazuró fedezte fel 1994. április 8-án.